# Aleksey Igudesman

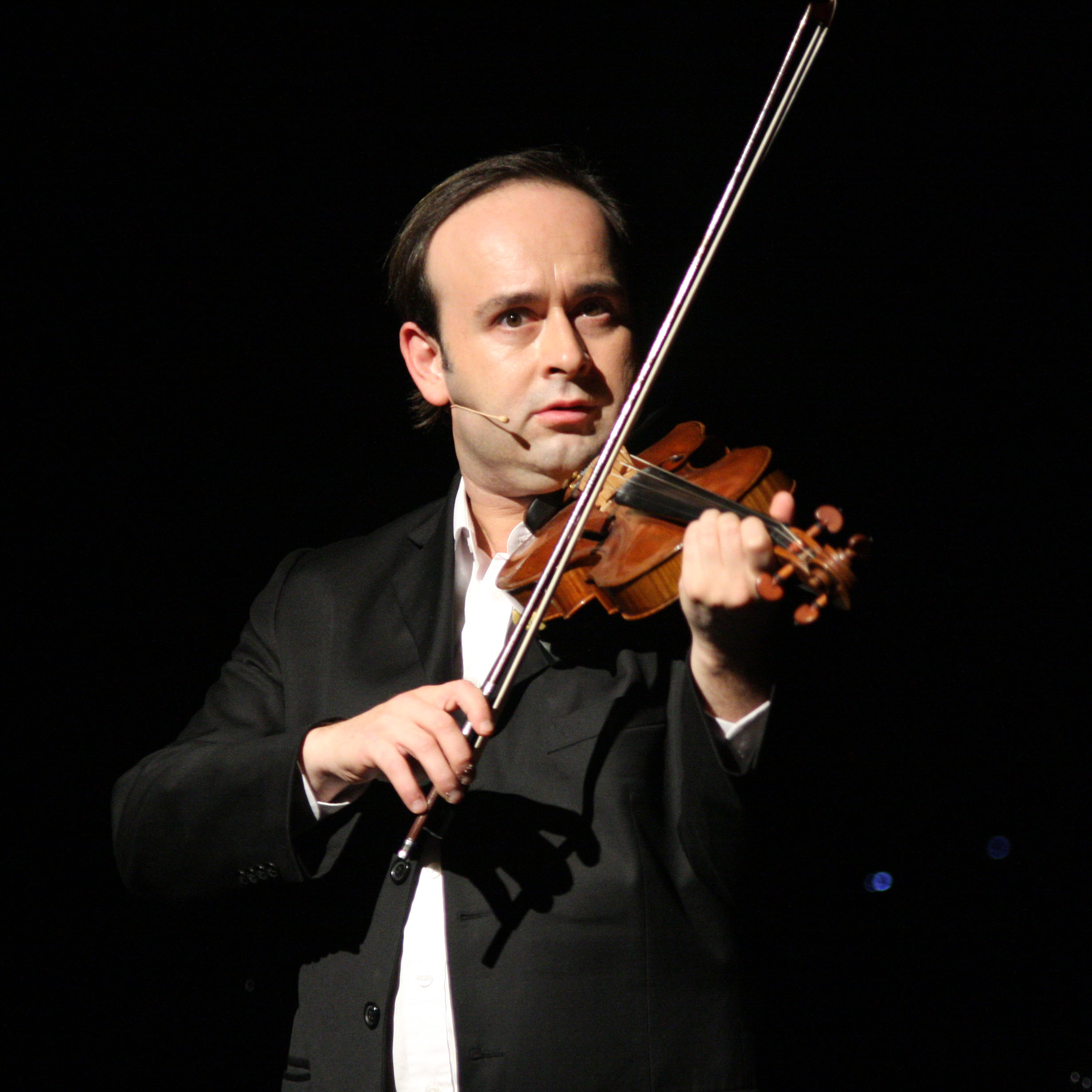
Aleksey Igudesman

Aleksey Igudesman (russisch Алексей Игудесман; * 22. Juli 1973 in Leningrad, Sowjetunion) ist ein russisch-deutscher Geiger, Komponist, Dirigent und Schauspieler jüdischer Abstammung.

## Leben und Wirken
Als Aleksey Igudesman sechs Jahre alt war, emigrierte seine Familie zunächst nach Wien und überlegte eine Auswanderung nach Israel. Vater Samuel Igudesman erhielt in Bremerhaven eine Stelle als Geiger im Philharmonischen Orchester am Stadttheater Bremerhaven. Als Aleksey 11 Jahre alt war, starb sein Vater und Mentor. Mit Unterstützung seiner Mutter, der Pianistin Nina Igudesman, wurde er als 12-Jähriger an der Yehudi Menuhin School nahe London aufgenommen. Danach studierte er von 1989 bis 1998 Violine bei Boris Kuschnir am Konservatorium Wien.

## Musikalisches Werk
Aleksey Igudesmans musikalisches Schaffen wurde bei Universal Edition publiziert und umfasst ein breit gefächertes Repertoire an Violinduetten, Violinsonaten und Geigenlehrschulen. Neben seinen Violinduetten für Erwachsene wie Klezmer & More, Celtic & More, Latin & More, Asia & More veröffentlichte er Geigenschulen mit den Titeln Style Workout, The Catscratchbook und Pigs Can Fly.
In den Jahren 2009 und 2010 veröffentlichte er seine ersten drei Violinsonaten, von denen er die zweite dem Geigenvirtuosen Julian Rachlin und die dritte der Geigerin Viktoria Mullova widmete. Im Jahr 2009 gewann er mit seinem Werk Fever of Passion den dritten Preis beim Crossover Composition Award.
In Violins of the World, einem Gemeinschaftsprojekt von Gidon Kremer, Julian Rachlin, Janine Jansen und Alexandra Soumm, werden Igudesmans Violinduette aufgeführt und seine Gedichte von Roger Moore vorgetragen.
Igudesmans Kompositionen wurden von Orchestern wie zum Beispiel dem New York Philharmonic, den Wiener Symphonikern, der Kremerata Baltica, dem Luzern Symphonie Orchester, dem Vorarlberg Symphonie Orchester, den Virtuosi Italiani, dem Tonkünstler Orchester und dem Belgrad Symphonie Orchester aufgeführt. Vielfach war er dabei als Gastdirigent tätig.
Seit 2017 tourt Igudesman weltweit mit seinem Programm The Music Critic, in welchem John Malkovich die Hauptrolle des Musikkritikers spielt.

## Filmmusik
Aleksey Igudesman komponierte und arrangierte Filmmusik für mehrere Fernseh- und Hollywoodfilmproduktionen. In Zusammenarbeit mit Oscar-Preisträger Hans Zimmer arrangierte er filmmusikalische Werke für die Hollywoodproduktionen Der Weg nach El Dorado, Spanglish und zuletzt für den Film Sherlock Holmes, der bei der Oscarverleihung 2010 für die Beste Filmmusik nominiert war. Ferner komponierte Aleksey Igudesman Filmmusik für Fernsehdokumentationen wie Maria Theresia – Vermächtnis einer Herrscherin, Schönbrunn, Wachau und Salzburg des bekannten österreichischen Regisseurs Georg Riha. Zusammen mit Hans Zimmer schrieb Igudesman an der Musik für den Dokumentarfilm Jealous of the Birds.

## Musik, Comedy, Theater
Zudem schuf er zusammen mit dem Geiger Sebastian Gürtler die beiden Musiktheatercomedy-Programme Tandem für 2 Geigen und Sebastian, der Cyberdirigent für 2 Geigen und Symphonieorchester.
Mit dem englisch-koreanischen Pianisten Hyung-ki Joo tritt Igudesman in seiner Show „Igudesman & Joo – A Little Nightmare Music“ auf („Eine kleine Albtraum-Musik“ – der Titel der Show verweist ironisch auf „A Little Night Music“ – Eine kleine Nachtmusik). Weitere Auftritte unter dem Titel „Igudesman & Joo – A BIG Nightmare Music“ erfolgten mit Symphonieorchestern. Als Komikerpaar erschienen die beiden im österreichisch-deutschen Dokumentarfilm Pianomania der Regisseure Robert Cibis und Lilian Franck.
Die von Igudesman konzipierte und moderierte Serie Du Kunst mich! (produziert von  Wega Film) wurde von ORF gesendet.

## Music Traveler
Igudesman ist Mitbegründer der App Music Traveler, die seit 2017 erhältlich ist. Musiker, die auf der Suche nach passenden Proberäumen sind, können mit Hilfe der App einen Raum suchen und einen Proberaum anmieten.

## Diskografie
- Triology – Triology Plays Ennio Morricone. Mit Daisy Jopling, Violine; Tristan Schulze, Cello (RCA Victor; 1998)
- Triology – Who Killed The Viola Player? Mit Daisy Jopling, Violine; Tristan Schulze, Cello (RCA Victor; 1999)
- Triology  – Around The World In 77 Minutes. Mit Daisy Jopling, Violine; Tristan Schulze, Cello (Extraplatte; 2003)
- Aleksey Igudesman: Fasten Seatbelts. Soloalbum (Orlando Records; 2015)
- Igudesman & Joo – You Just Have to Laugh (DB Music; 2016)

## Filmografie (Auswahl)
- 2012: Noseland (auch als Regisseur und Produzent)